# Kapuskasing
Kapuskasing – miasto w Kanadzie, w prowincji Ontario, w dystrykcie Cochrane. Do roku 1917 miasto nazywało się MacPherson, Nazwę miasta zmieniono ze względu na możliwość pomyłki z przystankiem kolei w Manitobie.
Liczba mieszkańców Kapuskasing w roku 2006 wynosiła 8 509. Język francuski jest językiem ojczystym dla 67,2%, angielski dla 27,3% mieszkańców (2006).
W Kapuskasing urodził się reżyser James Cameron.